# Suffer
Suffer is het derde studioalbum de Amerikaanse punkband Bad Religion en dateert uit 1988. Het is het eerste studioalbum met de originele artiesten van het begin, sinds de vorige splitsing van de muzikanten.
Het album werd door de muzieksite Sputnikmusic uitgekozen tot beste punkalbum van het jaar.

## Tracklist
1. "You Are (The Government)" - 1:19 (Greg Graffin)
2. "1000 More Fools" - 1:34 (Brett Gurewitz)
3. "How Much Is Enough?" - 1:22 (Brett Gurewitz)
4. "When?" - 1:38 (Greg Graffin)
5. "Give You Nothing" - 2:00 (Brett Gurewitz, Greg Graffin)
6. "Land of Competition" - 2:04 (Greg Graffin)
7. "Forbidden Beat" - 1:53 (Brett Gurewitz, Greg Graffin)
8. "Best for You" - 1:57 (Greg Graffin)
9. "Suffer" - 1:45 (Brett Gurewitz, Greg Graffin)
10. "Delirium of Disorder" - 1:37 (Brett Gurewitz)
11. "Part II (The Numbers Game)" - 1:38 (Brett Gurewitz)
12. "What Can You Do?" - 2:44 (Greg Graffin)
13. "Do What You Want" - 1:05 (Brett Gurewitz)
14. "Part IV (The Index Fossil)" - 2:02 (Greg Graffin)
15. "Pessimistic Lines" - 1:07 (Greg Graffin)

Noot: tussen haakjes staat de tekstschrijver.

## Medewerkers
- Greg Graffin – zang
- Brett Gurewitz – gitaar
- Greg Hetson – gitaar
- Jay Bentley – basgitaar
- Peter Finestone – drums